# Nurmahal
Nurmahal (ook gespeld als Noor Mahal) is een nagar panchayat (plaats) in het district Jalandhar van de Indiase staat Punjab. 

## Demografie
Volgens de Indiase volkstelling van 2001 wonen er 12.630 mensen in Nurmahal, waarvan 53% mannelijk en 47% vrouwelijk is. De plaats heeft een alfabetiseringsgraad van 71%.